# ناروتو شيبودن (الموسم 17)
الموسم السابع عشر من مسلسل ناروتو شيبودن مستوحى من الجزء الثاني من مانغا ناروتو لمؤلفها ماساشي كيشيموتو. تم بدأ عرض الموسم الرابع عشر في 15 مايو 2014 على تلفاز طوكيو في اليابان وانتهى عرضه 14 أغسطس 2014. وقد تمحور الجزء الرابع عشر على انضمام ساسكي وناروتو لقوات الحلفاء في معركة النينجا التواصل مادارا اوتشيها وأوبيتو أوتشيها.
تم إخراج السلسلة بواسطة المخرج الياباني هاياتو داتيه.
تم إصدار الموسم بصيغة دي في دي بتاريخ 7 يناير 2015 تحت عنوان «حرب النينجا الرابعة وعودة الفريق السابع» (忍界大戦・第七班再び攻撃者 ).

## قائمة الحلقات
| الرقم | عنوان الحلقة                                                                                      | فصول المانغا                                                                                      | تاريخ العرض الأصلي                                                                                |
| حرب النينجا العظمى - عودة الفريق السابع (忍界大戦・第七班再び نينكاي تايسِن - دايناناهان فوتاتابي) | حرب النينجا العظمى - عودة الفريق السابع (忍界大戦・第七班再び نينكاي تايسِن - دايناناهان فوتاتابي) | حرب النينجا العظمى - عودة الفريق السابع (忍界大戦・第七班再び نينكاي تايسِن - دايناناهان فوتاتابي) | حرب النينجا العظمى - عودة الفريق السابع (忍界大戦・第七班再び نينكاي تايسِن - دايناناهان فوتاتابي) |
| --- | ------------------------------------------------------------------------------------------------- | ------------------------------------------------------------------------------------------------- | ------------------------------------------------------------------------------------------------- |
| 362 | «عزيمة كاكاشي» (カカシの決意)                                                                     | 607-609                                                                                           | 15 مايو 2014                                                                                      |
| بعد أن هزم مادارا أوتشيها الكاجي الخمسة انتقل إلى ساحة المعركة بين كاكاشي وناروتو وقاي وكيلر بي والهاتشيبي من جهة وأوبيتو أوتشيها من جهة أخرى وقرر مادرا فور وصوله لساحة المعركة أنه هو من سييقبض على الكيوبي والهاتشيبي ويطلب من أوبيتو أن يهتم بأمر كاكاشي وقاي فيباغت ناروتو مادرا بضربة كرة بيجو مصغرة شكلها في يده فيردها مادرا باستخدام درع خاص بالأوتشيها كان مع أوبيتو في بداية معركته مع ناروتو وكيلر بي ثم مرره أوبيتو إلى مادارا فور وصول الأخير للمعركة وبعد أن يصد مادرا هجوم ناروتو يستخدم ذلك الدرع الخاص في رد هجوم ناروتو على ناروتو ورفاقه بهجوم ارتداد الأوتشيها فيحدث هجوم مادرا أضرارا هائلة بساحة المعركة لكن ناروتو يعاود النهوض لقتال مادارا فيستخدم مادارا تنين هاشيراما الخشبي الذي استخدمه الهوكاجي الأول في قتاله لمادارا لقمع قوى الكيوبي في الزمن الغابر ؛فستخدمه مادرا لنفس الغرض أي لقمع الكيوبي كوراما رفيق ناروتو فيقيد هذا التنين ناروتو وهو في هيئة الكيوبي ويبدأ أوبيتو غي هذه الأثناء هجومه على كاكاشي فيلقي بشوريكن على كاكاشي يكون قد أخرجها أوبيتو من عينه باستخدام الكاموي خاصته ولكن كاكاشي يتصدى لها بجدار من الطين فينفذ أوبيتو من جدار الطين باستخدام أسلوبه في الأنتقال الفوري حيث ينقل أوبيتو الجزء المتداخل من جسمه مع أي جسم مادي ينقل ذلك الجزء إلى بعد آخر كمادة طبيعية فيبدو وكأنه يستخدم أسلوبين واحد للإنتقال الفوري والآخر للنفاذ عبر الأشياء وهما في الحقيقة أسلوب واحد هو أسلوب الانتقال الفوري لكن تختلف طريقة استخدامه في كل حالة وقد اتضحت هذه الحقيقة في حلقة سر النينجتسو الزمكاني. وبعد أن ينفذ أوبيتو من جدار الطين يهاجم كاكاشي بالشوريكن ويطعنه في ساقه وينقله إلى بعد آخر ثم يعود كاكاشي باستخدام الكاموي خاصته من البعد الآخر ويكون منهكا بسبب الافراط في استخدام الشارينغان فيهاجمه أوبيتو ثانية ويطعنه في صدره بواسطة اثنتين من الشوريكن الكبيرة ويستخدم مادرا السوسانو لإنهاء أمر الهاتشيبي في نفس الوقت يهم أوبيتو وينوي قتل كاكاشي لكن ناروتو يستخدم نسخ الظل لصد سوسانو مادارا وايقاف شوريكن أوبيتو الموجهة لقتل كاكاشي وبعدها يبدأ مادرا بمحاولة مهاجمة الهاتشيبي بذراع السوسانو الثانية فيستخدم قاي ما تبقى من تشاكراه في تنفيذ هجوم هيرودورا وفي نفس الوقت يستخدم كاكاشي سيف البرق في قطع الشوريكن التي كان ينوي أوبيتو استخدامها لقتل ناروتو حينها يضعف الخشب الذي يقيد الذي يقيد الهاتشيبي فيستغل الأخير الفرصة ليحرر نفسه منه. بعدها يهاجم أوبيتو ناروتو باسلوب الخشب خاصته فيقيد ذراع ناروتو بخشبه ويمد يده لمهاجمة كاكاشي لكن ناروتو يمنعه في آخر لحظة حيث يضربه بوساطة رأسه ضربة قوية. ثم يتبادل الكيوبي مع ناروتو ويأخذ بيد كاكاشي ويمرر له بعضا من تشاكراه ثم يلقي بكاكاشي باتجاه أوبيتو فينقل أوبيتو كاكاشي إلى بعد آخر عندها يهاجم أوبيتو ناروتو لكن ناروتو يوجه له ضربة بيده مستخدما تشاكرا الكيوبي في تمديد يده لتخترق أوبيتو لكن أوبيتو يستخدم أسلوبه لينقل الجزء المتداخل من جسمه مع قبضة ناروتو إلى بعد آخر كمادة طبيعية وعندما تذهب لهناك يتلقاها كاكاشي لأنه يكون أوبيتو قد أرسله إلى نفس البعد فيسدد كاكاشي اللكمات لهذا الجزء من أوبيتو فيتأذى أوبيتو ويعود كاكاشي بعدها من البعد الآخر بالكاموي وحينها يسدد الهاتشيبي والكيوبي كرتي بيجو هائلتين تتحدان وتنطلقان إلى تمثال الجيوبي ثم يبدو أن تمثال الجيوبي قد أختفى ولكن الجيوبي يظهر بعد ذلك من خلف الدخان لتنتهي الحلقة بظهور الجيوبي وإعلان أوبيتو لنهاية العالم. |                                                                                                   |                                                                                                   |                                                                                                   |
| 363 | «جوتسو قوات الشينوبي المتحالفة» (忍連合軍の術!)                                                   | 610-612                                                                                           | 22 مايو 2014                                                                                      |
| بعد أن ظهر الجيوبي اتصل مادارا وأوبيتو به بواسطة أنبوب ليستمدوا التشاكرا منه ويتحكموا به ولاحظ ناروتو أن قوى الجيوبي الطبيعية غير محدودة بعد أن تفحصه وهو في نمط الناسك فتحقق مما أخبره به كوراما ثم يبدأ الجيوبي في التحرك بسرعة هائلة تفاجئ الكيوبي ولكن الكيوبي يتراجع قليلا ثم يحاول ضرب الجيوبي بكلتا يديه لكن الجيوبي يصد الهجوم بإحدى ذراعيه عندها يطلق الهاتشيبي والكيوبي وابلا من كرات البيجو فيتصدى لها الجيوبي بكرة بيجو هائلة التدمير فيختبئ الكيوبي تحت ذيوله والهاتشيبي خلف مجساته ليحتميا من الهجوم المدمر ثم يبدو وكأن أحد أذرع الهاتشيبي قد قطعت لكن في الحقيقة يكون ناروتو قد ألقى بكاكاشي ونسخة ناروتو لأقرب مسافة ممكنة من الجيوبي ويكون كاكاشي قد نقل الهاتشيبي إلى بعد آخر بالكاموي وبعد أن يصبح قريبا جدا من الجيوبي يحرر الهاتشيبي بالكاموي فيوجه الهاتشيبي كرة بيجو إلى عين الجيوبي ولكن الجيوبي يصدها وكأنها حشرة تحلق فوقه ويلقي بها على الهاتشيبي الذي يتأذى كثيرا من جرائها ثم يحاول الجيوبي ضرب كاكاشي وناروتو بأحد ذيوله ولكن نسخة ناروتو تلقي بكاكاشي بعيدا عن ضربة الجيوبي وتتلقى هي الضربة فتختفي فيتذكر أوبيتو محاولته لإنقاذ كاكاشي من الصخرة التي كانت ستقع عليه في الماضي ثم يلتقط الكيوبي كاكاشي ويخفف من سقطة الهاتشيبي وبعدها تتلاشى تشاكرا الكيوبي وكذلك الهاتشيبي ويخرجان من طور البيجو ثم يسدد الجيوبي كرة بيجو هائلة ليدمر ناروتو فتستخدم إينو موضع النقل الذهني خاصتها وبمساعدة البياكوغان لحرف مسار الضربة فتنجح في آخر لحظة لكن أوبيتو يتحرر من تقنيتها وذلك بعد أن وصلت قوات التحالف فتقوم قوات التحالف باستخدام خنافس التشويش من عشيرة أبورامي والضباب الخفي من محاربي قرية الضباب المخفية وذلك لحجب نظر الجيوبي وعندها تصل كل فرق قوات التحالف بما في ذلك الفرقة الطبية والحسية ويقوم الجيوبي بتشتيت الضباب والخنافس بأحد ذيوله فترد عليه تيماري بأسلوب الرياح مع نينجا قرية الرمل ثم يبدأ هحوم قوات التحالف بهجوم نينجا الغيمة المخفية فيستخدمون أسلوب البرق غي توجيه وميض ساطع وأسلوب العاصفة لتنفيذ دائرة الليزر وذلك لجعل الجيوبي في حالة عمى ثم يكررون هجوم الضباب الخفي وخنافس التشويش يتلوه هجوم نينجا الرمل بتقنية الرقص الهوائي المتزايد فيفقد الجيوبي ومن معه قدرتهم على الإستشعار تماما فيباشر نينجا الصخر بتقنية نقل النواة الواسع النطاق فيوقعون الجيوبي في حفرة هاوية عميقة ثم يصبون عليه الجير ويقوم نينجا الضباب بخلط الجير بالماء باستخدام قذيفة الماء ثم يقوم نينجا كونوها باستخدام أسلوب النار لتجفيف الجير وتجميد الجيوبي وقمعه ثم يقفز نينجا التحالف من فوق الحفرة ليوجهوا هجوما أخيرا للجيوبي ومادرا وأوبيتو يتقدمهم ناروتو بالراسين شوريكن لتنتهي الحلقة عند هذا الحد. |                                                                                                   |                                                                                                   |                                                                                                   |
| 364 | «الروابط التي تشتد» (繋がれるもの)                                                                | 613-615                                                                                           | 5 يونيو 2014                                                                                      |
| 365 | «أولئك الذين يرقصون في الظلال» (忍び舞う者たち 其ノ弐)                                            | 616-618                                                                                           | 12 يونيو 2014                                                                                     |
| 366 | «الأشخاص الذين يعرفون كل شيء» (悪に憑かれた一族)                                                  | 619-621                                                                                           | 19 يونيو 2014                                                                                     |
| 367 | «هاشيراما ومادارا» (柱間とマダラ)                                                                 | 621-623                                                                                           | 3 يوليو 2014                                                                                      |
| 368 | «فترة سينغوكو» (戦国時代)                                                                         | 623-625                                                                                           | 10 يوليو 2014                                                                                     |
| 369 | «حلمي الحقيقي» (本当の夢)                                                                         | 625-626، 648                                                                                      | 24 يوليو 2014                                                                                     |
| 370 | «إجابة ساسوكي» "ساسكي نو كوتاي" (サスケの答え)                                                    | 626-627                                                                                           | 31 يوليو 2014                                                                                     |
| 371 | «الثقب» "كازانا" (風穴)                                                                           | 628-630                                                                                           | 7 أغسطس 2014                                                                                      |
| 372 | «ما يملأ الثقب» (埋めるもの)                                                                      | 630-632                                                                                           | 14 أغسطس 2014                                                                                     |

## إصدارات منزلية
| مجلد | تاريخ         | أقراص | حلقات            | مرجع  |
| ---- | ------------- | ----- | ---------------- | ----- |
| 1    | 7 يناير 2015  | 1     | 362–365          | [ 4 ] |
| 2    | 4 فبراير 2015 | 1     | 366–369          | [ 4 ] |
| 3    | 4 مارس 2015   | 1     | 370–372، 376–377 | [ 4 ] |